# Wayne megye (Missouri)
Wayne megye az Amerikai Egyesült Államokban, azon belül Missouri államban található. Megyeszékhelye Greenville, legnagyobb városa Piedmont. Lakosainak száma 10 974 fő (2020. április 1.). Wayne megye Madison, Butler, Bollinger, Stoddard, Carter, Reynolds és Iron megyékkel határos.

## Népesség
A megye népességének változása:
| Lakosok száma | 13 513 | 13 385 | 13 397 | 13 404 | 13 405 | 10 974 |
|               | 2010   | 2011   | 2012   | 2013   | 2015   | 2020   |